# Лошагин, Дмитрий Александрович
Дмитрий Александрович Лошагин (род. 8 октября 1975, Свердловск, СССР) — российский фотограф и преступник, получивший национальную известность после совершения убийства своей жены на почве неприязненного к ней отношения. По версии следствия Лошагин после совершения убийства увез тело жены в лес, где с целью сокрытия следов преступления поджег его. На момент совершения убийства Лошагин являлся одним из самых известных представителей элитных и богемных слоёв общества Екатеринбурга, благодаря чему данное дело получило широкий общественный резонанс и активно обсуждалось в СМИ. Его вина подвергалась сомнению и многими оспаривалась. Споры о его виновности велись несколько лет. Сам Дмитрий Лошагин свою вину так и не признал.

## Биография
Дмитрий Лошагин родился 8 октября 1975 года в Екатеринбурге. Вырос в социально-благополучной обстановке. Детство и юность провел в Екатеринбурге, где посещал школу № 168. В школьные годы Дмитрий увлекся изучением фотоискусства, которому он стал в дальнейшем посвящать все свободное время. Впервые его талант был отмечен в конце 1980-х. В 1991 году на территории полуострова Крым была организована его первая фотовыставка, что стало его первым серьёзным успехом, так как на тот момент Дмитрию было всего лишь 16 лет. После окончания школы в 1993 году, Лошагин поступил в «Уральский государственный технический университет», где изучал экономику.
Ещё будучи студентом, Дмитрий устроился фотографом в известное екатеринбургское модельное агентство «Александри», где в течение 3 лет совмещал должности главного фотографа, коммерческого директора и арт-менеджера. Во время учёбы в университете Лошагин принял участие в различных конкурсах, где его работы отмечались наградами и призами. В 1997 году его признали лучшим рекламным фотографом на конкурсе «Рекламная фотография Урала-97». В то же время его работа «Подумай о ближнем», которую он делал для фабрики «Уральские самоцветы», заняла третье место в номинации «Красота и здоровье» на 7-м Международном московском фестивале рекламы. После окончания университета в 1998 году, Дмитрий не стал работать по специальности и решил заняться предпринимательской деятельностью. Он основал собственную фотостудию «Loshagin Studio» и в том же году был признан одним из лучших фотографов Екатеринбурга. В 2000 году серия его работ под названием «Ближе к телу», созданная для бутика «Julia Dima», заняла третье место на Московском международном фестивале «Золотое яблоко». А спустя год этому же проекту присудили первое место на четвёртом Российском открытом фестивале «Диалог рекламистов», который проходил в Санкт-Петербурге. В 2001 году Лошагина внесли в рейтинг двадцати «Самых стильных и красивых людей Екатеринбурга». В середине 2000-х годов Лошагин стал широко известен на международном уровне, когда снимки его авторства заняли призовые места в зарубежных выставках. В тот же период Лошагину предложили посетить конкурс «Мисс Екатеринбург», после чего он на протяжении последующих лет являлся официальным фотографом конкурса.
В 2004 году Лошагин познакомился с 17-летней Татьяной Григорьевой, которая в 2006 году стала его женой. Через несколько лет Татьяна родила Дмитрию сына, но в 2010 году они развелись. Несмотря на это, бывшая жена Лошагина на протяжении последующих лет возглавляла модельное агентство «Art models» и принимала участие во многих проектах Дмитрия. После развода Лошагин начал встречаться с 26-летней Юлией Прокопьевой, с которой он познакомился в 2001 году на одном из конкурсе красоты, когда девушке было всего лишь 16 лет. Лошагин предложил Прокопьевой провести фотосессию на территории Индии, после чего предложил ей выйти за него замуж. Свадьба состоялась в 2011 году. Их свадебная фотоссесия проходила в Праге. Незадолго до этого Лошагин катаясь на лыжах во время отдыха на территории Финляндии сломал обе лодыжки. После свадьбы Дмитрий Лошагин купил двухэтажный лофт на улице Белинского в Екатеринбурге, где оборудовал студию и квартиру, в которой проживал вместе со своей женой. Студия получила название «арт-пространство Лошагин LOFT» где на протяжении нескольких лет Дмитрий устраивал светские вечеринки, на которых собирались представители элитных и богемных слоев общества города. В этот период у Дмитрия начались конфликты с бывшей женой Татьяной Григорьевой, которая утверждала, что после знакомства с Юлией Лошагин прекратил общение с сыном, перестал оказывать ему материальную помощь и настаивал на том, что Татьяна в действительности родила ребёнка от другого мужчины.

## Убийство Юлии Прокопьевой
31 августа 2013 года в полицию Екатеринбурга обратился брат Юлии Прокопьевой — Михаил Рябов, который проживал в Нижнем Тагиле и заявил о том, что Юлия пропала без вести несколько дней назад, а Дмитрий Лошагин демонстрирует девиантное поведение. На следующий день родственников Прокопьевой пригласили приехать в Екатеринбург с целью опознания личности женщины, чей обгоревший труп был обнаружен 24 августа около 12 часов дня в 50 м от Старомосковского тракта в городе Первоуральск одной из жительниц города. В ходе судебно-медицинской экспертизы полиция установила, что жертва погибла от последствий перелома шейных позвонков. Мать Юлии — Светлана Рябова по остаткам лака на ногтях трупа предположительно опознала свою дочь, после чего в ходе одной из криминалистических процедур сдала следователям образец своей крови для проведения ДНК-экспертизы, которая была проведена в экспертно-криминалистическом центре ГУ МВД России по Свердловской области.
По результатам экспертизы было установлено, что обгоревшие останки действительно принадлежат Юлии Прокопьевой. В ходе расследования следствие установило, что 22 августа 2013 года Дмитрий Лошагин устроил в своей квартире вечеринку в честь художницы Екатерины Ичкинской. На приеме собрались самые известные и популярные личности Екатеринбургского общества. На вечеринке Дмитрий вручил жене роскошный букет цветов и поздравил её с 28-м днём рождения, который состоялся тремя днями ранее. После окончания мероприятия согласно свидетельствам гостей, часть гостей покинула лофт Лошагина, а часть оказалась запертой на крыше здания, Лошагин и Прокопьева в это время остались вдвоем в квартире. После установления факта смерти Прокопьевой Дмитрий Лошагин подвергся допросу, во время которого отрицал свою причастность к исчезновению и убийству своей жены. Он утверждал, что Юлия в своем характере имела черты импульсивности. По его словам, Юлия имела склонность действовать без достаточного сознательного контроля, под влиянием внешних обстоятельств или в силу эмоциональных переживаний. Лошагин утверждал что поздно ночью 23 августа его жена уехала в неизвестном направлении, а он не придавал этому никакого значения, так как такие действия Юлия якобы периодически ранее уже совершала неоднократно. Тем не менее по окончании допроса Лошагин стал основным подозреваемых в совершении убийства своей жены. Подозрения в его адрес усилились после того, как он выразил отказ идти на опознание супруги и 2 сентября объявил о решении продать свою квартиру, которую оценил в 50 миллионов рублей, после чего скрылся и был объявлен в розыск.
3 сентября Дмитрий Лошагин был задержан в Первоуральске. Во время задержания у него были изъяты билеты на самолёт в Москву и Симферополь, однако Лошагин отрицал версию того, что собирался покинуть Свердловскую область. Во время допроса Лошагин стал путаться в своих показаниях. Он рассказывал, что после вечеринки Юлия уехала в неизвестном направлении, предположительно к одной из своих подруг, забрав загранпаспорт и свою сумочку, однако при обыске в квартире Лошагина загранпаспорт его жены был найден. Также был найден «iPhone» чёрного цвета, который Юлия использовала для деловых переговоров, без которого согласно свидетельствам её родных и знакомых не отправилась в какую-либо поездку. Ранее Лошагин также утверждал, что Юлия поздно ночью 23 августа уехала на его автомобиле, однако автомобиль Лошагина был обнаружен сотрудниками полиции на территории одного из паркинга, расположенном недалеко от его дома. Узнав об этом Дмитрий стал утверждать о том, что 24 августа днем увидел под окнами своей квартиры свой автомобиль, который якобы он собственноручно и отвез на паркинг. Он не смог ответить на вопрос, по какой причине он не вызвал полицию с целью снятия отпечатков пальцев в салоне автомобиля для установления местонахождения своей супруги, после чего замкнулся, отказался от тестирования на полиграфе и от дачи дальнейших показаний. В ходе расследования очевидных доказательств вины Лошагина в совершении убийства жены обнаружено не было, но ему в конечном итоге официально были предъявлены на основании результатов биллинга его сотового телефона, данные которого установили что Дмитрий находился в том районе, где было обнаружено тело его жены.
В ходе опроса родственников и знакомых убитой с целью поиска возможного мотива убийства следователи получили противоречивую информацию. Брат и ряд друзей Юлии утверждали, что она состояла с Лошагиным в конфликте из-за его супружеской неверности и собиралась подать на развод, после чего Лошагин начал демонстрировать агрессивное поведение. Друзья Лошагина заявили о том, что ссоры и конфликты были вызваны супружеской неверностью со стороны Юлии, якобы незадолго до убийства Дмитрий Лошагин обнаружил что его супруга оказалась ВИЧ-инфицированной, однако это информация впоследствии не подтвердилась. Бывшая жена Дмитрия — Татьяна Григорьева, после ареста Лошагина рассказала следователям о том, что ночью 23 августа 2013 года видела Юлию на территории ночного клуба под названием «Пушкин» в компании неизвестных ей мужчин, но эти сведения впоследствии были признаны недостоверными.
В конечном итоге Следственное управление СКР по Свердловской области предъявило Дмитрию Лошагину окончательное обвинение — по ч.1 статьи 105 УК РФ (убийство). В ходе дальнейших допросов Лошагин отказался от сотрудничества со следствием и свою вину так и не признал. Тем не менее по сути самих обстоятельств происшествия каких-либо пояснений органам следствия он не представил, свою версию произошедшего не пояснил, а его алиби на момент совершения убийства подтверждено не было. Из-за широкого резонанса дело об убийстве Юлии Прокопьевой вскоре было передали Екатеринбургским следователям — вместо Первоуральского следственного отдела им занялся Первый отдел по расследованию особо важных дел СУ СК РФ по Свердловской области.
25 сентября 2013 года в Свердловском областном суде состоялось судебное заседание, на котором его адвокаты подали ходатайство об изменении меры пресечения с ареста на подписку о невыезде. В качестве аргументов адвокат привела несколько доводов, показывающих уязвимость аргументов обвинения. В частности, по мнению защиты, следствие умолчало, о том, что Лошагин собирался уехать за границу, в Симферополь, но у него были обратные билеты на 9 сентября 2013 года. Кроме того, защита поставила под сомнения данные сотового оператора, предоставившего информацию о биллинге сотового телефона Дмитрия. Так, по словам адвоката, когда было обнаружено тело Юлии, Дмитрий, согласно данным оператора, был около Дворца спорта, а через 11 секунд — на улице Цвиллинга. На основании этих данных, защита утверждала что в данных биллинга содержится информация, полученная в результате сбоя программы и технических ошибок. Следствие ранее заявляло, что Дмитрий решил продать свою квартиру после убийства, однако защита Лошагина предоставила суду документы, согласно которым квартира была выставлена на продажу ещё 16 августа 2012 года. Также защита опровергла заявление стороны обвинения о том, что у Лошагина нет постоянного дохода, предоставив справку из налоговой, согласно которой фотограф зарабатывал от 1 до 2.5 миллионов рублей в год. Обвинение в свою очередь напомнило о том, что наряду с положительными характеристиками Лошагин до недавнего времени являлся фигурантом дела по ст. 116 УК РФ (побои). Дело было возбуждено в связи с заявлением его бывшей жены Татьяны, которое в конечном итоге завершилось мировым соглашением. Тем не менее, суд посчитал что обвинение по статье 116 характеризует Лошагина как человека, который способен совершить нападение на женщину, после чего не внял доводам защиты и оставил меру пресечения без изменений, оставив Лошагина под стражей до начала ноября 2013 года.
В октябре того же года Лошагин при содействии своих адвокатов отправил жалобу на неправомерные действия сотрудников следственного комитета, которые согласно его свидетельствам подвергают его моральному и физическому давлениям с целью дачи признательных показаний в совершении убийства супруги.
10 июля 2014 года расследование официально было завершено. Материалы уголовного дела были переданы Лошагину и его адвокатам с целью ознакомления, после прокуратура утвердила обвинительное заключение и дело было передано в суд.

## 1-й судебный процесс
Судебный процесс открылся 18 августа 2014 года.
По версии следствия, убийство Юлии Прокопьевой совершил Дмитрий Лошагин. Выдержка из уголовного дела:
«Около 22 часов 00 минут 22.08.2013 Лошагин Д. А., Прокопьева Ю. А., а также несколько гостей через техническое помещение 17 этажа поднялись на крышу для обзора панорамы ночного города, где находились непродолжительное время. Спускаясь с крыши, проходя через техническое помещение в фотостудию, между Лошагиным и Прокопьевой, оставшимися наедине, находившимися в состоянии алкогольного опьянения, на почве личных неприязненных взаимоотношений произошла ссора, в ходе которой Лошагин с целью убийства Прокопьевой, действуя умышленно, напал на потерпевшую, нанёс ей множественные удары обутыми ногами по ногам, после чего схватил Прокопьеву руками за голову и с силой, повернув голову, наклонил её в направлении назад и вправо, причинив потерпевшей телесные повреждения в виде: перелома зубовидного отростка второго шейного позвонка. Смерть Прокопьевой наступила на месте происшествия в результате механической травмы шеи».
На судебном процессе свидетели из числа гостей вечеринки, утверждали что они в количестве 7-8 человек вместе с Лошагиным и Прокопьевой поднялись на крышу примерно в 22:15 и находились там примерно 15 — 20 минут, в течение которых фотографировались, любовались вечерним городом и небом. Часть из них, после этого вместе с Лошагиным и Юлией Прокопьевой вернулась обратно в лофт. Около 22:45 находящиеся на крыше обнаружили, что оказались закрыты там, после чего начали звонить друзьям, кто находился в лофте. Ключ от дверей был обнаружен у администратора здания, который в конечном итоге открыл дверь на крышу, благодаря чему гости смогли вернуться обратно в квартиру, однако к тому времени Юлия уже исчезла. По версии следствия, убийство Юлии Дмитрий Лошагин совершил в течение 10 минут, когда часть гостей находилась в квартире, а часть была заперта на крыше, вследствие чего у него нашлось время побыть со совей супругой наедине. На основании данных биллинга сотового телефона убитой девушки, следствие установило что в последний раз его активность была замечена около полуночи недалеко от центра города, после чего он скорее всего был выключен и уничтожен, так как его местонахождение так никогда и не было обнаружено.
В ходе следствия мотив совершения так и не был установлен. Лошагин и его адвокаты утверждали, что у него с женой были совместные дальнейшие планы: переезд на постоянное место жительство в Прагу и рождение детей. Обвинение утверждало, что убийство произошло на почве ревности. Мать Юлии — Светлана Рябова утверждала что Лошагин подвергал Юлию избиениям, вследствие чего она собиралась подать развод и переписать имущество на Светлану, однако никаких конкретных доказательств для обоснования такого мотива приведено не было, после чего суд заявил, что это лишь не подтверждённый ничем домысел стороны обвинения. По версии следствия, Лошагин убил жену на территории технического помещения лофта, из которого вынес её труп в контейнере из полимерного материала, после чего вывез тело на своей машине «Audi TT» в лес на 13-й километр Старомосковского тракта. По мнению стороны защиты, Дмитрий не мог бесшумно убить жену в техническом помещении в присутствии гостей и затем незаметно вывезти тело. В качестве доказательства на одном из судебных заседаний была продемонстрирована запись одной из камер видеонаблюдения, на которой было зафиксировано, как Лошагин заносит контейнер в квартиру, однако выноса контейнера зафиксировано не было. Размеры контейнера не соответствовали росту убитой девушки, вследствие чего согласно показаниям экспертов, при вывозе трупа, Лошагин должен был придать телу позу эмбриона. Из-за трупного окоченения тканей, тело Прокопьевой после сброса и сожжения должно было также находиться в позе эмбриона, однако в лесу тело было обнаружено в другой позе, по причине чего адвокаты Лошагина заявили о том, что версия следствия критики не выдерживает.
Защита утверждала также о том, что помимо их подзащитного, в число подозреваемых также входят гости вечеринок и сотрудники кейтеринговой службы. Адвокаты Лошагина на одном из судебных заседаний предоставили суду записи камер видеонаблюдения, на которых была запечатлена работа грузчиков. После окончания вечеринки, на территории лофта шесть грузчиков вынесли шесть больших коробок. Личности четырёх из них впоследствии были установлены, а личности двух установить не удалось. Однако в то же время сторона обвинения отметила тот факт, что камер видеонаблюдения в техническом помещении, где по официальной версии произошло убийство — не было, а режим работы восьми камер видеонаблюдения, установленных в квартире и студии Лошагина был неизвестен. Эксперты-криминалисты, изучавшие записи камер видеонаблюдения, заявили о том, что часть записей были стёрты и не подлежат восстановлению.
В качестве улики обвинение предоставило суду кадры видеозаписи, сделанной камерой, установленной возле подъезда здания, на которых Лошагин в обеих руках нес большой полупрозрачный пластиковый контейнер, на дне которого находился какой-то предмет. Габаритные размеры контейнера позволяли Дмитрию поместить его в багажник автомобиля. Однако адвокаты Лошагина обратили внимание суда на тот факт, что на предоставленных кадрах видеозаписи контейнер был пуст, а Лошагин в начале 2013 года сломал себе обе лодыжки и был не в состоянии транспортировать тело убитой девушки, вес которой был 55 килограмм, вследствие чего суд счел видеозапись весьма косвенной уликой.
Помимо свидетельских показаний и данных биллинга сотового телефона Дмитрия, доказательная база обвинения основывалась на ряде косвенных улик. Так на судебном процессе обвинение в качестве улик, изобличающих Лошагина в совершении убийства Юлии Прокопьевой предоставило осколки разбитого бокала и фрагмент ткани, которые были обнаружены в квартире Дмитрия 27 сентября 2013 года во время повторного обыска. Представители прокуратуры пытались убедить суд в том, что осколки бокала являлись следствием драки между супругами, во время которой Лошагин убил Прокопьеву. Однако адвокаты Дмитрия продемонстрировали суду фотографии, сделанные в вечер исчезновения девушки, на которых Дмитрий и Юлия пьют алкогольный напиток из бокалов узкой формы, в то время как представители прокуратуры обнаружили во время обыска фрагменты бокала широкой формы. Впоследствии результаты криминалистической экспертизы установили, что на осколках бокала обнаружены отпечатки пальцев, не принадлежащие Лошагину, благодаря чему осколки бокала были исключены из числа улик, изобличающих Дмитрия в совершении преступления.
Фрагмент ткани чёрного цвета по версии следствия — являлся фрагментом чёрной рубашки, в которой в тот вечер на вечеринке был Дмитрий Лошагин. На фрагменте ткани эксперты-криминалисты в ходе криминалистической экспертизы нашли потожировые выделения. По ходатайству адвокатов Дмитрия Лошагина была проведена ДНК-экспертиза, в ходе которой из потожировых следов была выделена ДНК, однако её генотипический профиль не совпадал с генотипическим профилем Лошагина и генотипическим профилем Прокопьевой. В ходе судебного процесса адвокаты Лошагина продемонстрировали фотографию с вечеринки уральскому дизайнеру Наталье Соломеиной, которая заявила, что в тот день Дмитрий был одет в рубашку её работы. Однако кусок ткани, предоставленный следователями, Соломеина не признала своей работой. Женщина заявила на суде, что найденный фрагмент представляет собой льняную ткань, в то время как она занимается шитьем из хлопковой ткани. Дизайнер пояснила, что фрагмент ткани, найденный в ходе обыска квартиры Дмитрия Лошагина может быть фрагментом платья или наволочки.
Также в качестве доказательств причастности Лошагина к совершению убийства был представлен кроссовок Дмитрия, на подошве которого были обнаружены небольшие следы битума. Согласно версии следствия, перед сожжением трупа Юлии, Дмитрий обложил её тело фрагментами рубероидами, вследствие чего следы битума остались на его обуви. Однако в ходе криминалистической экспертизы давность и состав вещества установить не удалось. Одним из свидетелей по делу убийства Прокопьевой проходил приятель убитой, бизнесмен Вячеслав Колыпин. Следствие на основании показаний некоторых знакомых и друзей убитой заявило о том, что Колыпин и Прокопьева состояли в интимной близости, вследствие чего Лошагин имел повод совершить убийство супруги из-за супружеской неверности. На судебном процессе Колпынин вынужденно признал, что был знаком с Юлией и проводил с ней время во время пробежек в парке, однако он категорически отверг предположения о том, что он и Прокопьева состояли в интимных отношениях.
Прокуратура требовала признать Дмитрия Лошагина виновным в совершении преступления и назначить ему в качестве уголовного наказания 13 лет лишения свободы. Приговор должен был быть вынесен 14 ноября 2014 года, но вынесение приговора было отложено на неопределенный срок в связи с ходатайством защиты Лошагина о проведении независимой судебно-криминалистической экспертизы, которая должна была перепроверить данные о причине и времени смерти Юлии Прокопьевой. Один из экспертов, Юрий Паждин провел судебно-медицинскую экспертизу останков жертвы, после чего поставил под сомнение заключение, которое сделала медэксперт из Первоуральска Анна Чулошникова. На судебном заседании он был допрошен адвокатами и прокурором. По словам Юрия Паждина, Анна Чулошникова не определила срок пребывания трупа в лесу, не исследовала трупные пятна, не измерила температуру останков, не указала в заключении расположение мышц шеи, языка, пяти синяков на внутренней стороне бедра и не указала тот факт, что в желудке были найдены остатки пищи. По мнению эксперта, всё это способствовало бы точному определению времени смерти девушки. Также Паждин указал на отсутствия описания того, на чем труп лежал. Чулошникова в заключении написала, что на останках Прокопьевой были обнаружены обгоревшие фрагменты одежды, хотя в полицейских отчетах было описание того, что тело было найдено обнаженным. Также Чулошникова привела недостоверные данные о том, что было проведено исследование почек убитой, но в действительности одна из почек жертвы не была вскрыта. В своем заключении Юрий Паждин отметил две важные детали. Первая — у Юлии Прокопьевой обгорела левая сторона тела, в том числе кожные покровы и мышечная ткань, в то время как правая сторона тела от воздействия огня практически не пострадала и была подвержена исследованию, в частности по температуре внутренних органов существовала возможность определения времени смерти. На основании данных судебно-медицинской экспертизы Паждин постановил, что смерть Юлии наступила за 6-8 часов до того, как её останки были обнаружены в лесу, так как её почки и желудок во время вскрытия были теплыми, а внутренние органы остывают со скоростью один градус в час. Вторая важная деталь, которую отметил эксперт-криминалист, заключалась в том, что по его субъективному мнению, для того, чтобы нанести травмы шейного отдела позвоночника, от последствий которых скончалась Юлия — необходима специальная физическая подготовка. По мнению Паждина, Лощагин не мог нанести своей жене подобные травмы.
На основании результатов экспертизы доводы следствия о виновности Лошагина были признаны неубедительными, благодаря чему 25 декабря 2014 года Октябрьским районным судом Дмитрий Лошагин был признан невиновным в совершении убийства своей жены и отпущен на свободу. Приговор вызвал возмущение со стороны родственников жертвы и представителей следственного комитета. Пресс-секретарь Следственного управления Следственного комитета по Свердловской области Александр Шульга заявил, что следствие придерживается мнения о том, что Лошагин виновен.
Мать Юлии — Светлана Рябова по окончании судебного процесса выразила несогласие с вердиктом суда и заявила СМИ о том, что будет подавать апелляцию. По словам Рябовой, прокуратура по каким-то причинам не вызвала в суд двух свидетелей обвинения, которые в ходе допроса на судебном процессе по её мнению стали бы ключевыми свидетелями. Светлана Рябова утверждала что во время допросов Дмитрий Лошагин якобы признался двум сотрудникам правоохранительных органов в том, что убил Юлию и избавился от её трупа. В целях конфиденциальности она отказалась назвать фамилии этих людей. Глава пресс-службы СУ СКР по Свердловской области Александр Шульга заявил, что существование этих сотрудников ставится под сомнение, так как Лошагин на всех допросах молчал. Шульга предположил что подобные разговоры могли быть между Лошагиным и сотрудниками полиции во время задержания Дмитрия — на самом раннем этапе следствия. Однако в полиции отказались давать комментарии.
После освобождения Дмитрий Лошагин отправился в Нижний Тагил, где посетил могилу Юлии и дал интервью СМИ во время которого изложил свою версию событий, которые произошли 22 августа 2013 года. По словам Дмитрия, его жена поздно вечером того же дня после разговора с ним покинула их квартиру с целью провести время в ночном клубе со своей подругой по имени Лейла. Лошагин настаивал на том, что его жену видели на территории ночного клуба в ту ночь и в последующие дни. Дмитрий опровергал официальную версию следствия и придерживался версии о том, что в действительности убийство Юлии произошло 24 августа, а не 22-го. В ходе интервью Лошагин вынужденно признал, что 23 августа был недалеко от того места где был обнаружен труп Юлии, но по его словам, в том районе находился кемпинг, где он пытался найти супругу, так как ранее девушка любила там проводить время. Лошагин предположил, что к гибели Юлии причастен её друг Вячеслав Калыпин, который давал показания на одном из судебных заседаний в ходе судебного процесса. В ходе криминалистической экспертизы было установлено, что последний звонок с телефона погибшей был адресован именно Калыпину, в связи с чем Лошагин предполагал, что Юлия после того, как покинула квартиру села в его автомобиль. Несмотря на это, Лошагин в ходе интервью не смог дать рационального объяснению тому факту, что никто из гостей не смог вспомнить момента ухода его жены с мероприятия, а на записях камер видеонаблюдения были запечатлены моменты ухода гостей, но не его жены.

## 2-й судебный процесс
В начале 2015 года Светлана Рябова заключила контракт с 65-летним адвокатом из Москвы по имени Евгений Черноусов, который изучил материалы уголовного дела и подал в январе того же года апелляцию на оправдательный приговор Дмитрию Лошагину.
В апелляционном документе Черноусов обвинил в непрофессионализме эксперта Юрия Паждина, из-за показаний которого Лошагин по его мнению оказался на свободе, и заявил о том, что показания Лошагина были противоречивы, не последовательны и опровергались свидетелями со стороны обвинения и потерпевшей Светланой Рябовой, но по какой-то причине не анализировались судом в должной мере. Так Черноусов утверждал, что суд вынес оправдательный приговор на основании заключения экспертизы, проведенной Паждиным, результаты которой установили, что Юлия была убита 24 августа 2013 года. Евгений Черноусов отметил, что заключение Паждин составил без ссылки на научно-обоснованные методики, утверждённые Минздравом России, которые применяются судебно-медицинскими экспертами в повседневной работе, таким образом вынося заключение Паждин основывался только на своём мнении и опыте, что недостаточно для того чтобы признать указанные сведения как допустимые доказательства во время судебного процесса. По мнению Черноусова суд был не вправе основывать оправдательный приговор на доказательствах, полученных от частного специалиста, и должен признать их недопустимыми и соответственно пересмотреть выводы криминалистических экспертиз и приговор в целом. Также на судебном процессе были выслушаны показания 20 свидетелей — гостей вечеринки, которые заявили, что ссор между Юлей и Дмитрием вечером 22 августа 2013 года не наблюдали, а из-за большого количества гостей, многие из них являлись потенциальными подозреваемыми в причастности к совершению убийства девушки. Евгений Черноусов заявил, что эта версия надумана, и показания свидетелей не доказывают факт непричастности Лошагина к смерти Юлии Прокопьевой. По версии следствия, ссора между ними произошла наедине, без присутствия свидетелей. Поэтому ссылка в приговоре на показания свидетелей как на доказательство невиновности Лошагина является безосновательной. В качестве последних аргументов для отмены оправдательного приговора Дмитрия Лошагина, Черноусов привел собранные по делу на предварительном следствии доказательства, которые по его мнению могли существенно повлиять на выводы суда. Так адвокат отметил, что в результате обыска в квартире Лошагина, были обнаружены российский и заграничный паспорт Прокопьевой, ключи от двух автомобилей, на которых она ездила, и один из её мобильных телефонов вгуста— вещи и предметы, без которых она сама вряд ли бы покинула квартиру. Нахождение этих предметов дома, согласно инструкции генеральной прокуратуры Российской Федерации по рассмотрению дел об исчезновении людей, свидетельствует о том, что в отношении Прокопьевой было совершено умышленное убийство.
В конце января, Евгений Черноусов подтвердил слова Светланы Рябовой и заявил о том, что в деле появился новый свидетель, оперативник по имени Павел Прокопчик. Он утверждал, что у трупа Прокопьевой были неестественно согнуты руки и ноги, что по мнению адвоката подтверждала версию обвинения о том, что тело убитой Лошагин вынес из квартиры в контейнере, габаритные размеры которого были меньше роста Юлии. Прокопчик заявил, что после ареста Лошагин признался ему в том, что во время ссоры толкнул Юлю, после чего она упала и во время падения получила перелом шейных позвонков. Черноусов пояснил, что показания Прокопчика отсутствовали в материалах уголовного дела, так как ни следствие, ни суд не стали брать у него показания, сославшись на то, что Павел представляет собой заинтересованное лицо. Хотя оперативники таковыми не являются. Тем не менее рапорт Павла Прокопчика о дачи Лошагиным признания в совершении убийства присутствовал в материалах уголовного дела — в 7-м томе на 106-й странице. В рапорте на имя начальника управления уголовного розыска ГУ МВД Свердловской области Александра Мазаева Прокопчик подробно описал содержание первой беседы с Лошагиным. Согласно утверждениям Павла, Дмитрий Лошагин признался в том, что вывез тело Юлии Прокопьевой в контейнере в район деревни Решёты, на территории которого выкинул вещи супруги в местный водоём, а свои вещи разбросал по окрестным помойкам. Помимо этого Черноусов составил текст коллективного письма на имя депутата Госдумы Романа Худякова с просьбой привлечь к расследованию уголовного дела столичных сотрудников МВД и Следственного комитета.
В начале февраля Дмитрий Лошагин опубликовал на своем аккаунте в социальной сети «ВКонтакте» переписку якобы с Павлом Прокопчиком, который шантажировал фотографа, требуя 50 000 долларов в обмен за отказ от дачи показаний против него и неучастие в судебном процессе. Прокопчик не стал подтверждать факт достоверности этой переписки, в то время как пресс-секретарь ГУ МВД по Свердловской области Валерий Горелых заявил, что выход в сети интернет и в некоторых информагентствах материалов о якобы имевшем место случае вымогательства у Дмитрия Лошагина крупной суммы долларов со стороны действующего офицера Первоуральска склонно расцениваться как провокация и возможно приведет к подаче иска в суд против Лошагина с целью защиты деловой репутации оперативного работника ГУВД Первоуральска.
Судебное заседание по рассмотрению апелляции состоялось 26 февраля 2015 года. Заседание по апелляции на оправдательный приговор длилось почти 5 часов и собрало больше 50 журналистов. После прений прокурора и адвокатов суд удалился на совещание, которое окончилось 17:00, после чего Свердловский областной суд отменил решение Свердловского октябрьского суда. Оправдательный приговор Дмитрию Лошагину был отменён, а уголовное дело было возвращено в Октябрьский суд. По ходатайству адвокатов Дмитрия, суд избрал ему меру пресечения — подписка о невыезде. Прокуратура не стала оспаривать решение судьи, после чего Лошагин подписал все необходимые бумаги и покинул здание суда через чёрный ход.
Свое решение Свердловский областной суд аргументировал тем, что решения Октябрьского районного суда были основаны на неучтённых фактах, неправильных оценках и откровенных нарушениях уголовного-процессуального кодекса. Так суд посчитал, что Прокопьева не вернулась из технического помещения лофта и вообще не покидала в тот вечер 17 этажа здания. Никто из многочисленных гостей вечеринки её ухода не видел, а в последний раз она была замечена на камерах видеонаблюдения входящей в сторону фотостудии, после чего она на видеозаписях больше не появлялась, в то время как до полуночи и позже в помещении фотостудии находились часть участников состоявшейся в ней вечером презентации, а также уборщицы и приглашённый персонал. Суд не придал значения показаниям свидетелей вечеринки о том, что в какой-то момент дверь на крышу в лофте вдруг оказалась закрытой, а Лошагин и Прокопьева одновременно перестали отвечать на телефонные звонки, после чего два мобильных телефона Юлии одновременно отключились от сети. Также не было придано никакого значения фрагменту восстановленной экспертами-криминалистами видеозаписи, сделанной рано утром 23 августа камерой видеонаблюдения, установленной в квартире Лошагина. На видеозаписи видно, как за стеклянными дверями в квартире Лошагина в полной темноте человек с фонариком в руках волочет по полу какой-то предмет со стороны технического помещения. Сам Лошагин утверждал, что рано утром 23 августа 2013 года после исчезновения его супруги кроме него в квартире никого не было.
Второй судебный процесс должен был открыться 30 марта 2015 года, но его дата открытия была перенесена из-за неявки Лошагина, который был госпитализирован в связи с депрессией в Свердловскую областную клиническую психиатрическую больницу N 3. В справке, предоставленной в суд, значился диагноз «расстройство адаптации, пролонгированная депрессивная реакция».
Тем не менее на следующий день Лошагин явился на судебное заседание и судебный процесс был открыт. 6 апреля на судебном заседании Лошагин предпринял попытку доказать, что мать Юлии — Светлана Рябова имеет склонность к лжесвидетельству и дает суду недостоверные показания. В качестве доказательства он предоставил аттестат Юлии Прокопьевой, согласно которому Юлия окончила школу № 18, расположенную в Нижнем Тагиле, в то время как Рябова утверждала, что её дочь окончила школу № 64. Дмитрий Лошагин утверждал, что оба документы недействительны, так как Прокопьева в школьные годы имела проблемы с успеваемостью и вообще не смогла окончить школу. Согласно свидетельствам Лошагина, Рябова купила ей аттестат, чтобы она могла поступить в театральный институт, после чего он был утерян, после чего Прокопьева попросила Лошагина приобрести ей аттестат об окончании школы № 18 стоимостью 20 000 рублей. Несмотря на то, что Рябова отказалась объяснить нестыковки, судья посчитала, что и вопрос, и документ к этому уголовному делу не относятся.
15 апреля в суд явилась первая жена Лошагина — Татьяна Григорьева, которая дала показания против бывшего мужа. Женщина утверждала, что во время первого судебного процесса между ею и Дмитрием состоялся пятиминутный диалог, во время которого Лошагин якобы признался ей в том, что действительно убил Юлию, толкнув её в ходе ссоры на территории технического помещения в лофте, после чего вывез труп. По словам Григорьевой, Лошагин не стал звонить в полицию, так как на территории лофта находились наркотические средства. Женщина заявила, что бывший муж жаловался ей на поведение Юлии Прокопьевой, которая незадолго до своей гибели шантажировала Дмитрия написанием заявления в полицию из-за наличия в лофте 5 килограмм кокаина, если он не даст ей развод.
В середине мая на судебном заседании обвинение предоставило суду видеозаписи камер видеонаблюдения, которые были изначально стерты с компьютера Лошагина. В процессе следствия их удалось восстановить. Во время просмотра видеозаписей эксперт заявил, что файлы видеозаписи скомпонованы и он не пребывает в твердой уверенности на счет даты и времени, когда именно велась запись. Само время записи на видеозаписях не было указано, а время создания файлов зависело от времени и даты, которые были установлены на компьютере в лофте Лошагина. При просмотре видеозаписей выяснилось, что в какой-то момент на видеокамеру село насекомое, которое перекрыло обзор, вследствие чего следствию и суду не удалось установить личности тех, кто входил и выходил из лофта в день исчезновения Юлии Прокопьевой. На основании видеозаписей стороне обвинения так и не удалось установить, кто убил Юлию или как её тело покинуло лофт. Единственной серьёзной уликой против Дмитрия Лошагина из числа видеодоказательств — стала видеозапись на которой человек с фонариком в полной темноте волочет какой-то предмет со стороны технического помещения. Подозрения в адрес Лошагина усилились после того, как он заявлял, что не знает, о какой видеозаписи идёт речь и отказался давать показания по этому поводу.
Через несколько дней, адвокаты Лошагина вызвали в суд в качестве свидетеля защиты Алекса Верника, который работал агентом Прокопьевой и устраивал ей съёмки на территории стран Европы. Он заявил, что между супругами были идеальные отношения и Лошагин никогда не был замечен в проявлении агрессии по отношению к жене. Верник пояснил суду, что модельный бизнес не совместим с домашним насилием. По его словам бренды «Dolce & Gabbana» или «Prada» выставляют штрафные санкции за синяки и наколки на моделях, вследствие чего перед каждой съёмкой моделей проверяют на наличие следов всевозможных травм и в случае обнаружения которых никогда не допускают к работе. О характере убитой он отозвался негативно, заявив что Юлия имела склонность к созданию конфликтов и состояла в конфликте с бывшей женой Лошагиной — Татьяной. Согласно свидетельствам Верника, Юлия Прокопьева не была моделью и не могла ею стать из-за своего возраста и роста. Денег она за участие в съёмках не получала, а все расходы оплачивал только Лошагин, однако материальные расходы никогда не были причиной для ссор и конфликтов между супругами
23 мая 2015 года Дмитрий Лошагин принял участие в телепрограмме «Что это было?», выпуск которой был показан на «4-м канале», в Екатеринбурге. В эфире программы Лошагин сделал сенсационное заявление, которое снова вызвало общественный резонанс. Дмитрий утверждал, что стал жертвой политической целесообразности и решение о вынесении ему обвинительного приговора было заблаговременно принято в январе 2015 года в ходе встречи главы СК Александра Бастрыкина с начальником Свердловской полиции Михаилом Бородиным и председателем Свердловского областного суда Александром Дементьевым. Однако свои доводы Лошагин ничем не смог подтвердить. Его версия была основана на факте приезда Александра Бастрыкина, который действительно в конце января посетил Екатеринбург. Но информация о его беседе с Бородиным и Дементьевым в открытом доступе не существовала. Лошагин заявил о том, что судебный процесс проходит в предвзятом режиме, а беспристрастность и объективность судьи подвергается сомнению.
На одном из последующих заседаний Лошагин совместно со своими адвокатами пригласил в качестве свидетелей защиты специалистов в области судебной медицины. Александр Дегтярёв (ООО «Независимая экспертиза», Москва) и бывший главный судмедэксперт уральского военного округа Дмитрий Полеев (ООО «Уральская экспертиза») пытались убедить суд в том, что выводы криминалистической экспертизы, которую ранее проводил эксперт из Москвы Юрий Паждин — весьма точна и её результаты доказывают невиновность Дмитрия Лошагина. Дегтярёв заявил, что версия о том, что Прокопьева получил перелом шейных позвонков при падении не выдерживает никакой критики и подтвердил версию Паждина о том, что шея Прокопьевой была сломана в результате физического воздействия, причем это мог сделать только человек с хорошей физической подготовкой. Он дополнил выводы экспертизы Паждина и заявил о том, что убитая незадолго до смерти подверглась изнасилованию. Дмитрий Полеев в свою очередь на основании анализов протоколов осмотра трупа и местности обнаружения тела убитой, утверждал, что Юлии Прокопьевой пытались сломать шею как минимум четыре раза, а само убийство произошло около 7-8 часов утра 24 августа 2013 года, что противоречило официальной версии обвинения. В зал суда Полеев принёс разноцветный череп и пытаясь смоделировать травмы Прокопьевой, наглядно показал всем, каким образом можно причинить человеку то или иное повреждение, однако суд отверг их выводы, посчитав их противоречащими судебной экспертизе и здравой логике, поскольку эксперты утверждали, что огонь никак не повлиял на внутренние органы и их температуру, по которым определяли время смерти и заявил о том, что заключением медицинских экспертов установлено, что Прокопьева умерла вечером в день вечеринки 22 августа, через час-три после приёма пищи, которую нашли у неё в желудке.
8 июня 2015 года прошло последнее судебное заседание, на котором Лошагин выступил с последним словом.
Из последнего слова Дмитрия Лошагина:
Я не убивал, не насиловал, не сжигал свою жену, я любил её как умел, и она отвечала мне тем же. Я задаю вопрос всем: ради чего мне всё это перечёркивать? Ради какой цели? Ревность? Это не доказано и по меньшей мере глупо. Деньги? Никаких финансовых выгод от смерти жены я не имею. Потому что просто я псих и придурок? Почему-то за долгие годы знающие меня люди этого не отметили. Что ещё? Просто так? Захотел и убил? Даже если мы не любили друг друга, то почему я не убил трёх своих предыдущих жён? Я против такого расследования. Вы спрашиваете, почему я отказался от полиграфа. Я вам отвечу: я вам не верю. С первой секунды встречи со следствием я не верил уговорам "сознайся – и быстро выйдешь". Мне предлагали: ты сейчас напишешь явку с повинной – и мы тебе статью поменяем на 109-ю и пойдешь не на 15 лет, а на 2 года, – заявил он.
24 июня 2015 года Свердловский октябрьский суд Екатеринбурга признал Дмитрия Лошагина виновным в совершении убийства жены Юлии Прокопьевой. Прокуратура требовала назначить ему уголовное наказание в виде 13 лет лишения свободы, однако что суд учёл те факты, что Лошагин ранее был не судим и у него на иждивении находился несовершеннолетний ребёнок, после чего назначил ему уголовное наказание в виде 10 лет лишения свободы с отбыванием наказания в колонии строгого режима. После оглашения вердикта, Лошагин был взят под стражу в зале суда. Адвокат Лошагина Зоя Озорнина после окончания судебного процесса также как её подзащитный обвинила суд в предвзятости заявила следующее:
Потерпевшие не давали задавать вопросы, часто председательствующая сторона останавливала нас и говорила: не доводите потерпевшую. Создавалось впечатление, что мы в институте благородных девиц находились, а не рассматривали уголовное дело. Приговор был готов изначально. Председатель стоит на стороне обвинения. Вы знаете, сколько подавалось ходатайств стороной защиты? Они были вообще необоснованно отклонены.
После обсуждения Дмитрий Лошагин обжаловал приговор. Судебная коллегия по уголовным делам Свердловского областного суда оставила его апелляционную жалобу о его невиновности и непричастности к преступлению без удовлетворения, но исключила из его приговора отягчающее обстоятельство — нахождение Лошагина в состоянии алкогольного опьянения, благодаря чему уголовное наказание Лошагину было сокращено на 2 месяца и дата его освобождения была назначена на конец 2023 года.

## В заключении
После осуждения, Дмитрий Лошагин был этапирован для отбывания уголовного наказания в исправительную колонию ИК-54, расположенную на территории города Новая Ляля (Свердловская область).
В этот период адвокаты семьи убитой Юлии Прокопьевой и бывшей жены Дмитрия Татьяны Григорьевой подали совместный гражданский иск против Дмитрия, требуя чтобы он возместил им 11 миллионов рублей. Помимо иска о возмещения морального ущерба к Лошагину, мать Прокопьевой Светлана Рябова подала иск, требуя с Лошагина возвращения денег с продажи квартиры Юлии в городе Исток, которую она покупала до брака и продала за 4 миллиона рублей незадолго до своей смерти. По словам Рябовой половину денег из этой суммы присвоил себе Дмитрий как законный наследник в 2014 году, когда вышел на свободу из СИЗО по окончании первого судебного процесса. Учитывая то факт, что в конечном итоге Лошагин был осужден по обвинению в убийстве, Рябова пыталась доказать, что Лошагин не может быть признан наследником и обязан по закону вернуть эти 2 миллиона рублей. Татьяна Григорьева в свою очередь планировал лишить Дмитрия Лошагина родительских прав и получить исключительные права на воспитание их общего сына Даниэля, так как Лошагин вследствие осуждения не мог участвовать в воспитании ребёнка и два года не платил алиментов. По расчетам адвоката Григорьевой, Лошагин до достижения совершеннолетия сына обязан был выплатить около 6 миллионов рублей в качестве алиментов, вследствие чего Рябова и Григорьева надеялись, что им удастся убедить суд вынести решение о продаже лофта Дмитрия, которая оценивалась в 50 миллионов рублей, однако впоследствии Октябрьский районный суд отказал им в удовлетворении совместного иска из-за разных исковых требований и присудил Светлане Рябовой только 2 254 000 рублей.
В декабре 2015 года Дмитрий Лошагин стал подозреваемым в совершении покушения на убийство прокурора Микаэля Оздоева, который добивался лишения свободы для фотографа за убийство жены. Лошагин был допрошен в колонии и впоследствии был вынужден пройти тест на полиграфе, результаты которого были признаны неубедительными. Инцидент произошел поздно ночью 30 мая 2015 года, незадолго до вынесения обвинительного приговора. Преступник поджег автомобильную покрышку перед дверью дома Оздоева, в результате чего жилые помещения дома быстро заполнились едким дымом и способствовали удушению Оздоева, если бы он в этот момент спал. После инцидента прокурор посещал судебные заседания только с охраной.
В январе 2016 года стало известно, что Лошагин в исправительной колонии на добровольной основе привлекается администрацией как фотограф для создания репортажей о проведенных мероприятиях на территории учреждения, таких как спортивные состязания, проведение православных праздников, а также строительство и ввод в эксплуатацию храма на территории колонии. Администрация учреждения уточнила, что Дмитрий Лошагин не является штатным фотографом в исправительной колонии, потому как такой должности для осужденных не существует и официально Дмитрий является нетрудоустроенным. Лошагин перевёз на территорию учреждения своё дорогостоящее оборудование из своей квартиры и студии, после чего отдал всё в дар исправительной колонии, но администрация отказалась принимать оборудование, так как по закону всё имущество, не конфискованное согласно судебным решениям должно быть возвращено осужденному по окончании тюремного заключения.
В том же году Дмитрий Лошагин заключил контракт с известным московским адвокатом Александром Добровинским, который создал апелляционный документ на отмену обвинительного приговора и отправил его в Свердловский областной суд, но апелляция была отклонена в феврале 2016 года. В мае того же года Добровинский и Лошагин подали апелляцию в Верховный Суд России, который своим решением обязал Свердловский областной суд пересмотреть приговор Лошагину, однако в конце июня 2016 года в пересмотре приговора Лошагину было отказано.
В 2018 году был арестован Рафик Зинатуллин, заместитель начальника исправительной колонии ИК-54, по обвинению в превышении должностных полномочий с применением пыток и сексуального насилия в отношении осужденных. В уголовном деле Дмитрий стал свидетелем по делу Зинатуллина и дал показания против него. В январе 2019 года Лошагин дал интервью корреспонденту газеты «Комсомольская правда», во время которого заявил, что стал свидетелем того, как Зинатуллин и пять его помощников из числа осужденных применяли к другим осужденным пытки, физическое воздействие и подвергали их сексуальному насилию. Лошагин утверждал, что в частности стал свидетелем того как был изнасилован осужденный по фамилии Карпов и признался в том, что вынужден был два года платить деньги начальнику исправительной колонии Сергею Созинову в обмен на то, чтобы самому не стать жертвой сексуального насилия. После публикации этого материала ГУФСИН по Свердловской области провело внутреннюю проверку в исправительной колонии и запросило видеозапись конфиденциального разговора Лошагина с уполномоченным по правам человека в Свердловской области Татьяной Мерзляковой.
Интервью Дмитрия Лошагина вызвало очередной общественной резонанс, после чего в начале 2019 года он покинул территорию исправительной колонии ИК-54 и был этапирован для дальнейшего отбывания уголовного наказания в исправительную колонию ИК-10, расположенную в Екатеринбурге, где был трудоустроен в сфере мебельного производства.
В середине 2019 года Лошагин обратился в суд с ходатайством о замене ему уголовного наказания более мягким видом по ст. 80 УК РФ. В случае удовлетворения ходатайства Лошагин покинул бы исправительную колонию и был бы этапирован в исправительный центр, где действуют менее строгий режим содержания осужденных, но в октябре того же года Чкаловский районный суд отказал ему в этом.
В конце 2020 года адвокаты Лошагина подали ходатайство о замене ему уголовного наказания, назначив ему вместо лишения свободы ограничение свободы. 7 декабря Чкаловский районный суд удовлетворил ходатайство и вынес постановление о том, что Лошагин может выйти на свободу из исправительной колонии за три года и двадцать пять дней до истечения срока заключения, однако Свердловская прокуратура подала на решение суда апелляцию.
2 февраля 2021 года Свердловский областной суд удовлетворил апелляцию и отменил решение Чкаловского районного суда, после чего решение об освобождении Лошагина было аннулировано и он продолжил отбывать уголовное наказание в исправительной колонии ИК-10. Свое решение суд аргументировал тем, что несмотря на поощрения и положительные характеристики, данные ему представителями администрации исправительной колонии, Дмитрий Лошагин в 2018 году имел одно взыскание и не пытался загладить в полной мере вину перед потерпевшими. За все время работы в колонии Лошагин для погашения иска о материальном ущербе выплатил матери Прокопьевой и её брату из своей зарплаты около 100 тысяч рублей, но незадолго до начала судебного заседания перевел на их банковские счета около 2 миллиона рублей, в связи с чем суд принял позицию потерпевших, которые обвиняли Лошагина в том, что деньги у Лошагина были, но он добровольно не хотел ничего отдавать и соответственно на путь исправления не стал.
В середине 2021 года адвокаты Дмитрия подали ходатайство об условно-досрочном освобождении, которое было удовлетворено в августе того же года, однако Свердловская прокуратура снова подала апелляцию
20 сентября 2021 года апелляция прокуратуры была удовлетворена и решение об условно-досрочном освобождении было аннулировано, что вызвало протест Дмитрия Лошагина и его адвокатов. В своей речи на судебном заседании, Лошагин негативно отозвался о методах работы системы ФСИН, заявив что за время отбывания тюремного заключения подвергался унижениям, стал жертвой вымогательств, шантажа и получал за свой труд на мебельном производстве, который он характеризовал как рабский — всего 800 рублей в месяц, имея всего лишь дисциплинарное взыскание, которое своевременно погасил.
В середине 2022 года Дмитрий Лошагин снова подал ходатайство на условно-досрочное освобождение, которое снова было удовлетворено. Свердловская прокуратура подала апелляцию, но на судебном заседании, которое прошло 23 августа 2022 года, Свердловский областной суд выслушав доводы сторон оставил постановление Чкаловского районного суда Екатеринбурга без изменений, а апелляционное представление прокурора без удовлетворения, после чего Дмитрий Лошагин вышел на свободу в тот же день, получив условно-досрочное освобождение.
После освобождения Лошагин вернулся в Екатеринбург, где непродолжительное время проживал в квартире своей матери и своего отчима, после чего вернулся в свою квартиру, где по версии следствия произошло убийство Юлии Прокопьевой. В феврале 2023 года, Лошагин заявил о том, что собирается продать свою квартиру, студию и продолжить заниматься творчеством.

## Конспирологическая версия
Большинство сторонников невиновности Лошагина в разные годы заявляли о том, что Дмитрий проиграл большое количество судов вследствие массовой огласки резонансного убийства. Очевидных доказательств виновности Лошагина за все время расследования следствие так и не смогло предоставить, а раскрытие этого уголовного дела стало делом чести для сотрудников правоохранительных органов Екатеринбурга. За время отбытия тюремного заключения он заработал 19 поощрений и множество положительных характеристик. Согласно психологической характеристике, прогноз деструктивного поведения Лошагина являлся средним, но он так и не признал свою вину и не принес извинения матери убитой Светлане Рябовой. По версии ряда представителей силовых структур, которые в целях анонимности отказались назвать свои фамилии, Лошагин таким образом в целях политической целесообразности был наказан за непризнание вины, так как его виновность подвергалась сомнению, многими оспаривалась и существовала вероятность судебной ошибки, что в свою очередь подрывало репутацию правоохранительных органов и судебной системы.